# آندرسون گونزاگا
آندرسون گونزاگا (به پرتغالی: Anderson Aparecido Gonzaga Martíns) مهاجم، هافبک اهل برزیل است که در شهر پورتو فلیز و در تاریخ ۲۹ مارس ۱۹۸۳ به دنیا آمده‌است.
آندرسون گونزاگا در تیم‌های فوتبال Portuguesa سابقهٔ حضور دارد.